# Academia de Cine Europeo
La Academia de Cine Europeo cuyo nombre en inglés es European Film Academy (EFA) nació por iniciativa de un grupo de directores de cine europeos que se encontraron en Berlín en noviembre de 1988 en la primera presentación de los Premios del Cine Europeo.
La entidad fue fundada oficialmente en 1989 con el nombre de Sociedad Europea del Cine, en inglés European Cinema Society por unos 40 cineastas de toda Europa y tiene su sede en Berlín. Su primer presidente fue el director de cine sueco Ingmar Bergman y por su parte Wim Wenders fue nombrado Presidente de la Junta de gobierno. El propósito de la entidad era el de promover en el mundo la cultura cinematográfica europea y proteger y apoyar los intereses de la industria fílmica europea. y dos años después tomó el nombre actual de Academia del Cine Europeo y se registró como una asociación sin fines de lucro. En 1996, Wim Wenders sustituyó a Bergman en la presidencia y el productor británico Nik Powell asumió la presidencia de la Junta. Una Junta de 15 miembros de la Academia, con asiento en Berlín, es la encargada de fijar las políticas de la institución. Originalmente el número máximo de miembros de la Academia era de 99 pero luego la Asamblea General modificó la norma y los asociados han ido en aumento hasta alcanzar los 1850 en enero de 2009, lo que le da una gran inserción en la industria fílmica europea.

## Directivos en enero de 2025

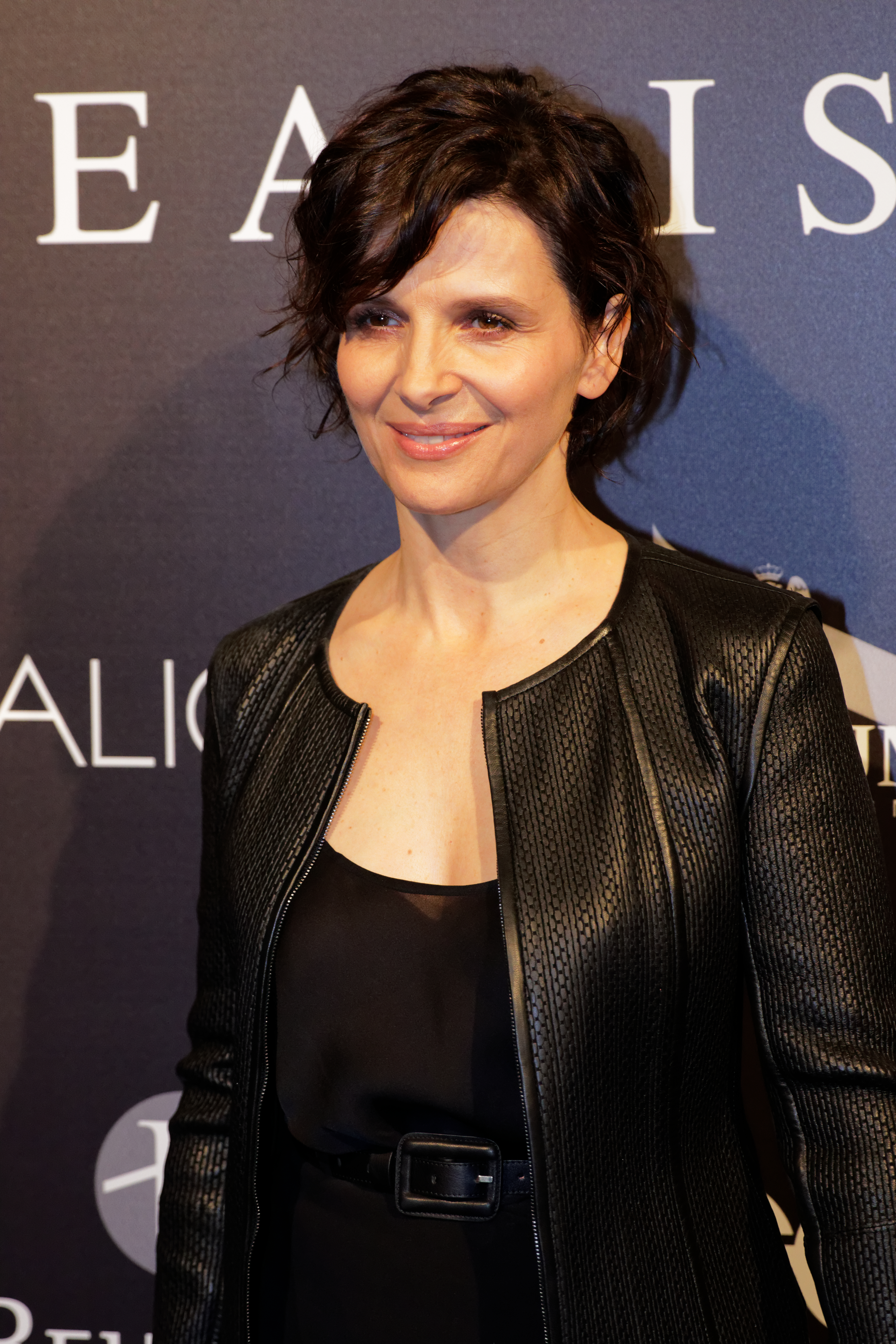
Juliette Binoche

- Presidente: Juliette Binoche

## Miembros de la Academia por país
Estos son los países que tienen más de 20 miembros:
| - Alemania 532 - Reino Unido 321 - Francia 279 - Italia 256 - España 236 - Dinamarca 185 - Polonia 142 - Países Bajos 107 | - Suecia 103 - Bélgica 97 - Suiza 92 - Israel 84 - Austria 83 - Finlandia 70 - Irlanda 69 - República Checa 58 | - Noruega 58 - Grecia 55 - Hungría 53 - Rusia 49 - Islandia 48 - Bulgaria 40 - Rumanía 32 - Serbia 31 | - Croacia 27 - Kosovo 23 - Estonia 21 - Eslovenia 21 |

## Actividades de la Academia
A lo largo del año la Academia organiza y participa de una serie de actividades vinculadas a la cinematografía, incluyendo sus aspectos comerciales, artísticos y formativos, mediante conferencias, seminarios y talleres cuyo objetivo es establecer un puente entre la creatividad y la industria. Algunos de estos eventos se han convertido en una institución para los encuentros en la comunidad cinematográfica europea:
El Premio UIP es una iniciativa de la empresa Universal International Pictures y la Academia de Cine Europeo en cooperación con 14 festivales de Europa. El cortometraje ganador recibe una recompensa de € 2,000 y su nominación automática en la categoría de cortometrajes para los Premios EFA.
Un domingo en el país es un encuentro de fin de semana entre aproximadamente diez jóvenes cineastas europeos y algunos miembros veteranos de la EFA. El ambiente privado en que se desarrollan estos encuentros garantiza un intercambio de ideas y experiencias mayor que el realizado en los talleres ordinarios.
Conferencias y seminarios todo el año, series de conferencias promovidas o apoyadas por la Academia para auspiciar el debate europeo sobre el cine, crear plataformas para un intercambio entre los profesionales de la actividad y asegurar que nunca finalicen las discusiones acerca de qué es el cine europeo, cómo está cambiando y adónde se dirige.
Clases magistrales que ofrecen valiosas oportunidades de formación a jóvenes talentos combinando la enseñanza teórica con la práctica. La lista de docentes incluye renombrados cineastas profesionales tales como Jean-Jacques Annaud, Jan De Bont, Henning Carlsen, André Delvaux, Bernd Eichinger, Krzysztof Kieslowski, Jiri Menzel, Tilda Swinton, István Szabó, Marc Weigert, Mike Newell, Tsui Hark, Allan Starski y Anthony Dod Mantle.
Red de Academias de Cine Europeo -FilmAcademiesNetwork of Europe- es una red de academias nacionales de cine y de la EFA fundada en 2006. Sus miembros, que representan a cada una de las Academias integrantes se reúnen regularmente para compartir información y experiencias y para desarrollar ideas para actividades conjuntas para promover el cine europeo, así como para formar y enriquecer a jóvenes talentos.

## Premios al Cine Europeo

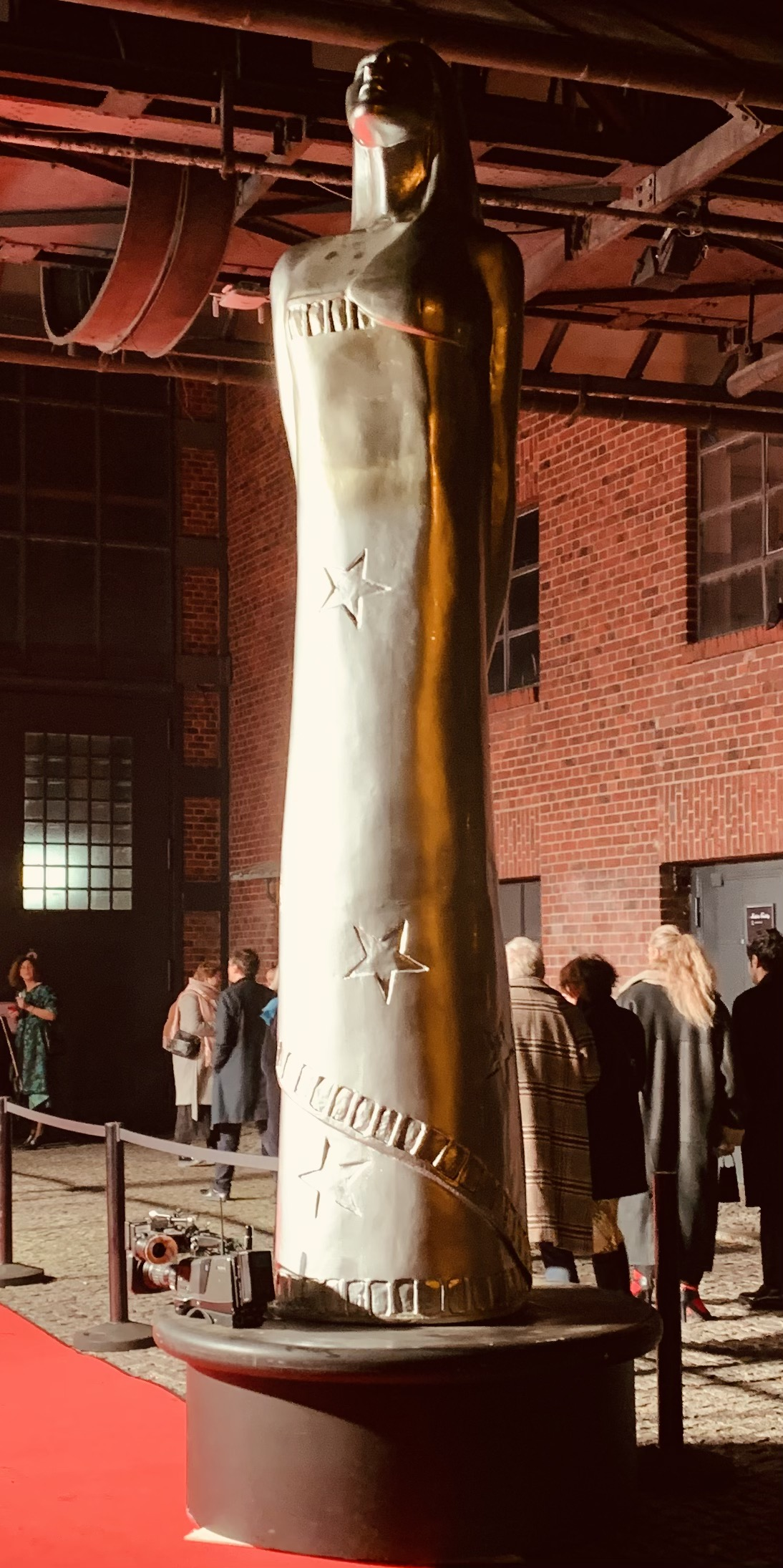
Premios al Cine Europeo (2023)

La ceremonia anual de los Premios al Cine Europeo es la actividad más visible de la Academia. Con estos galardones se persigue atraer el interés del público hacia el cine europeo, promover sus cualidades culturales y artísticas, y recobrar la confianza pública en su valor como entretenimiento. Para poner en práctica estos propósitos, se agregó en 1997 la nueva categoría de Premio Elección del Público. Son acompañados por una gran campaña publicitaria en las revistas europeas especializadas y en los últimos años exhibición pública de los filmes nominados en muchas ciudades europeas, como por ejemplo Berlín, Edimburgo, Londres, Estocolmo, Estrasburgo y Varsovia.
Los miembros de la Academia participan activamente en la selección y nominación de los candidatos así como en el otorgamiento de los premios y la ceremonia de entrega de los mismos es transmitida por televisión en casi todos los países de Europa y en muchos fuera de ella.
Como estos premios son los primeros que se entregan en el año a nivel internacional, la nominación y los premios son antecedentes favorables para los filmes y así la mayoría de los nominados y de los ganadores se encuentran luego entre los nominados a los Globos de Oro y a los Oscars.

## Encuentro Europeo-Americano del Cine
Todos los otoños EFA y Friends of Villa Aurora organizan un encuentro en la que fuera anteriormente residencia del escritor judío alemán Lion Feuchtwanger en Los Ángeles en el cual los cineastas europeos y norteamericanos tienen oportunidad durante un día íntegro de explorar modos concretos de cooperación transatlántica.

## Eventos paralelos a la entrega de los premios EFA
Durante el fin de semana en el que se realiza la entrega de los Premios al Cine Europeo, la Academia organiza como actividades colaterales paneles de discusión y conferencias. Fue así que en Berlín en 1999 se trató sobre la innovación en los métodos de producción para el nuevo milenio, en 2000 en París nueve cieneastas de fama mundial entre los que se encontraban Wim Wenders, Liv Ullmann, Tom Tykwer, Dominik Moll, Pavel Longouine, Maria de Medeiros así como la  comisaria europea de Educación y Cultura,  Viviane Reding dieron a conocer sus opiniones sobre el papel artístico, cultural y social del cine frente a 800 invitados en el Teatro Odeón, en el marco de la conferencia E LA NAVE VA - Para una nueva energía en el Cine Europeo que allí se desarrollaba.

## Situación actual
La Academia de Cine Europeo está sostenida principalmente por la Lotería Nacional Alemana (Stiftung Deutsche Klassenlotterie Berlin), con apoyo adicional del Ministerio de la Cultura y los Medios, del Programa para los Medios de la Comunidad Europea, del Filmboard Berlin-Brandenburg GmbH y de asociados y patrocinadores vinculados a las actividades de la Academia.
La ciudad donde se entregan los premios varía cada año, si bien en Berlín por ser sede de la Academia es donde más veces se ha realizado. Los premios en su edición de 2008 se entregaron en la ciudad danesa de Copenhague el 6 de diciembre de 2008. La entrega de premios correspondientes a la edición de 2009 se realizará en Essen que será durante 2010 Capital Europea de la Cultura. La ceremonia se financia en forma independiente y desde 1997 la Academia contrató a la empresa DDA Productions Ltd., de Londres, como el productor exclusivo de la ceremonia y de su transmisión internacional por televisión.